# Molpadia diomediae
Molpadia diomediae is een zeekomkommer uit de familie Molpadiidae.
De wetenschappelijke naam van de soort werd in 1912 gepubliceerd door K. Mitsukuri.